# Economia monetária
A economia monetária é um ramo da economia que apresenta o enquadramento para a análise da moeda nas suas funções como um meio de troca, reserva de valor e unidade de conta. Trata da forma como a moeda, por exemplo a moeda fiduciária, pode obter  aceitação meramente por força da sua conveniência como um bem público. Examina o funcionamento dos sistemas monetários, incluindo a regulamentação da moeda e respectivas instituições financeiras, assim como aspectos internacionais.
Historicamente, a disciplina tem-se configurado e permanecido inserida integralmente na macroeconomia. A análise mais recente tentou fornecer fundamentos microeconómicos para a procura (português europeu) ou demanda (português brasileiro) da moeda e para distinguir relações monetárias  nominais e reais  para aplicações micro ou macro, incluindo a sua influência sobre a   procura (ou demanda) agregada do produto. Os seus métodos incluem a dedução teórica e testes empíricos das implicações da moeda como um substituto para outros activos e com base em funções explícitas.
A expressão pode se referir também a um sistema econômico com a presença de dinheiro, por oposição, por exemplo, a sistemas baseadas no escambo.

## História
O interesse sério pelos conceitos por trás da moeda ocorreu durante o dramático período de inflação conhecido como Revolução de Preços, durante o qual o valor do ouro caiu precipitadamente, às vezes flutuando descontroladamente, por causa da importação de ouro do Novo Mundo, principalmente pela Espanha. 
No final deste período, começaram a aparecer os primeiros textos modernos sobre economia monetária. 
Em 1705, John Law, na Escócia, publicou Money and Trade, que examinou o fracasso da moeda baseada em metal nos 150 anos anteriores e propôs substituí-lo por um sistema de papel moeda com um  banco de terras baseado no valor do imobiliário. Embora tenha conseguido fazer com que essa proposta fosse implementada, não conseguiu aproveitar seriamente as lições da Revolução Espanhola de Preços e o seu banco falhou, com uma bolha especulativa explodindo em inflação extrema. 
Então, em 1720, Isaac Gervaise escreveu 'The System or Theory of the Trade of the World', culpando o mercantilismo e o crédito estatal pelos problemas inflacionários da sua época, fazendo-o de maneira cuidadosa e científica que ainda é respeitada no século XXI.
'Della Moneta' foi publicado por Ferdinando Galiani em 1751, e é sem dúvida o primeiro texto moderno sobre a teoria económica. Isso aconteceu 25 anos antes do livro mais famoso de Adam Smith, 'A Riqueza das Nações', o último dos quais abordou alguns dos mesmos tópicos. 
'Della Moneta' cobriu todos os principais conceitos monetários modernos, incluindo o valor, a origem e regulamentação da moeda. Presumivelmente por causa do período anterior de valor monetário não confiável, ele examinou cuidadosamente as possíveis causas para o valor do moeda flutuar.
Durante este mesmo século,  o conceito de  notas de banco  tornou-se mais comum na Europa.  David Hume referiu-se a ele como "esta nova invenção do papel". No seu próprio livro publicado no ano seguinte ao de Galiani, 'Of the Balance of Trade', Hume argumenta que não precisamos de nos preocupar com a importação ou exportação de bens criando um superávit ou escassez quer de moeda quer bens, porque um excesso ou escassez de moeda irá sempre aumentar ou diminuir a procura (demanda), até que o equilíbrio seja alcançado. Em termos económicos modernos, isto quer dizer como alcançar o equilíbrio através do mecanismo de fluxo de preço-espécie.

## Áreas de pesquisa
Tradicionalmente, áreas de pesquisa em economia monetária incluíram: 
- Determinantes empíricos e medida da oferta monetária, seja de agregados estrictos, amplos ou indexados, relativamente à actividade económica;[9]
- a deflação da dívida e as teorias do balanço, que pressupõem que a concessão excessiva de crédito associada a uma subsequente queda dos preços dos activos gera flutuações nos negócios através do efeito de riqueza sobre o património  líquido[10] e a relação entre a procura por produto e a procura por moeda;[11]
- implicações monetárias da relação macroeconómica activo-preço;[12]
- a teoria quantitativa da moeda,[13] monetarismo,[14]  e a importância e estabilidade da relação entre a oferta de moeda e as taxas de juros, o  nível de preços,  e a produção nominal e real de uma economia;[15]
- impactos monetários sobre as taxas de juro e a  estrutura de prazo das taxas de juro;[16]
- lições da história monetária/financeira;[17]
- mecanismos de transmissão  da política monetária ao nível macroeconómico;[18]
- a relação política monetária/orçamental com a estabilidade macroeconómica;[19]
- neutralidade da moeda vs. ilusão ilusão monetária em relação a uma lateração da oferta de moeda, nível de preços, ou Inflação sobre o produto;[20]
- testes, testabilidade e implicações da teoria das expectativas racionais relativamente a alterações no produto ou da inflação devido à política monetária;[21]
- implicações monetárias de informação imperfeita e informação assimétrica[22] e finanças fraudulentas;[23]
- teoria dos jogos  como modelo de um paradigma monetário e instituições financeiras;[24]
- a  economia política da regulamentação financeira e política monetária;[25]
- possíveis vantagens de seguir uma regra política monetária para evitar ineficiências de inconsistência temporal da política discricionária;[26]
- "qualquer coisa em que os bancos centrais devam estar interessados".[27]

## Estado actual
Desde 1990, a forma clássica do monetarismo tem sido questionada. Isso  deve-se a eventos que muitos economistas interpretam como inexplicáveis em termos monetaristas, especialmente a desintegração do crescimento da oferta monetária em relação à inflação nos anos 90 e o fracasso da política monetária pura para estimular a economia no período 2001-2003. Alan Greenspan, ex-presidente da Reserva Federal, argumentou que a inaplicabilidade aos anos 1990 pode ser explicada por um ciclo virtuoso  de produtividade e investimento, por um lado, e um certo grau de "exuberância irracional" no sector de investimentos. 
Em 2011, Christopher Sims ganhou o Prémio Nobel. O seu artigo, 'A Política Monetária Gera Recessões?' usou um modelo de auto-regressão de vector identificado para mostrar que a elasticidade da procura (demanda) de moeda é maior do que zero. A implicação deste resultado é que o estímulo fiscal é eficaz e as contracções monetárias não são a única causa das recessões. Esse resultado está em conflito com os resultados monetaristas apresentados por Milton Friedman.